# (2983) Poltava
(2983) Poltava es un asteroide perteneciente al cinturón de asteroides, descubierto el 2 de septiembre de 1981 por Nikolái Stepánovich Chernyj desde el Observatorio Astrofísico de Crimea (República de Crimea).

## Designación y nombre
Designado provisionalmente como 1981 RW2. Fue nombrado Poltava en homenaje a Poltava ciudad ucraniana.